# Tim Guinee
Timothy Guinee, detto Tim (Los Angeles, 18 novembre 1962), è un attore statunitense.

## Biografia
È nato a Los Angeles, ma è cresciuto nell'Illinois e nel Texas. Ha tre fratelli e due sorelle. Vive a New York con la moglie Daisy Foote, che ha sposato nel 1997.

## Filmografia

### Cinema
- Tai-Pan, regia di Daryl Duke (1986)
- Ancora una volta (Once Around), regia di Lasse Hallström (1991)
- Chain of Desire, regia di Temístocles López (1992)
- La notte che non c'incontrammo (The Night We Never Met), regia di Warren Leight (1993)
- Tra cielo e terra (Heaven & Earth), regia di Oliver Stone (1993)
- L'ultima missione (Men of War), regia di Perry Lang (1994)
- Gli anni dei ricordi (How to Make an American Quilt), regia di Jocelyn Moorhouse (1995)
- Il coraggio della verità (Courage Under Fire), regia di Edward Zwick (1996)
- Vampires (John Carpenter's Vampires), regia di John Carpenter (1998)
- Blade, regia di Stephen Norrington (1998)
- Il cacciatore delle tenebre (Vampires: Los Muertos), regia di Tommy Lee Wallace (2002)
- Squadra 49 (Ladder 49), regia di Jay Russell (2004)
- Sweet Land, regia di Ali Selim (2005)
- Stargate: L'arca della verità (Stargate: The Ark of Truth), regia di Robert C. Cooper (2008)
- Iron Man, regia di Jon Favreau (2008)
- Winged Creatures - Il giorno del destino (Winged Creatures), regia di Rowan Woods (2008)
- AmericanEast, regia di Hesham Issawi (2008)
- La vita segreta della signora Lee (The Private Lives of Pippa Lee), regia di Rebecca Miller (2009)
- Iron Man 2, regia di Jon Favreau (2010)
- Come l'acqua per gli elefanti (Water for Elephants), regia di Francis Lawrence (2011)
- Scusa, mi piace tuo padre (The Oranges), regia di Julian Farino (2011)
- L'incredibile vita di Timothy Green (The Odd Life of Timothy Green), regia di Peter Hedges (2012)
- Just Like a Woman, regia di Rachid Bouchareb (2012)
- Promised Land, regia di Gus Van Sant (2012)
- 99 Homes, regia di Ramin Bahrani (2014)
- Ben is Back, regia di Peter Hedges (2018)
- Harriet, regia di Kasi Lemmons (2019)
- Horizon: An American Saga - Capitolo 1 (Horizon: An American Saga - Chapter 1), regia di Kevin Costner (2024)

### Televisione
- Un giustiziere a New York (The Equalizer) – serie TV, episodio 2x06 (1986)
- Spenser (Spenser: For Hire) – serie TV, episodio 2x07 (1986)
- Crime Story – serie TV, episodio 2x07 (1987)
- Oltre la legge - L'informatore (Wiseguy) – serie TV, 4 episodi (1988)
- Un uomo chiamato Falco (A Man Called Hawk) – serie TV, episodio 1x13 (1989)
- Avvocati a Los Angeles (L.A. Law) – serie TV, 4 episodi (1990)
- Lily Dale, regia di Peter Masterson – film TV (1996)
- Oltre i limiti (The Outer Limits) – serie TV, episodio 4x06 (1998)
- Brave New World – film TV (1998)
- Strange World – serie TV, 13 episodi (1999-2002)
- Law & Order - I due volti della giustizia (Law & Order) – serie TV, episodio 11x09 (2001)
- The Practice - Professione avvocati (The Practice) – serie TV, episodio 6x10 (2002)
- Law & Order: Criminal Intent – serie TV, episodio 2x02 (2002)
- The Guardian – serie TV, episodio 2x17 (2003)
- Tarzan – serie TV, 4 episodi (2003)
- The Division – serie TV, episodio 4x20 (2004)
- CSI: Miami – serie TV, episodio 3x19 (2005)
- West Wing - Tutti gli uomini del Presidente (The West Wing) – serie TV, episodio 7x11 (2006)
- Killer Instinct – serie TV, episodio 1x11 (2006)
- CSI: NY – serie TV, episodi 2x15 - 8x03 (2006-2011)
- Stargate SG-1 – serie TV, episodi 9x19 - 10x01 - 10x12 (2006-2007)
- In Justice – serie TV, episodi 1x10 - 1x11 - 1x12 (2006)
- Ghost Whisperer - Presenze (Ghost Whisperer) – serie TV, episodi 1x21 - 1x22 - 2x22 (2006-2007)
- CSI - Scena del crimine (CSI: Crime Scene Investigation) – serie TV, episodio 7x05 (2006)
- Medium – serie TV, episodio 3x05 (2006)
- The Lost Room – miniserie TV, 2 episodi (2006)
- Smallville – serie TV, episodio 7x09 (2007)
- The Mentalist – serie TV, episodio 1x01 (2008)
- Private Practice – serie TV, episodio 2x12 (2009)
- NCIS - Unità anticrimine (NCIS) – serie TV, episodio 6x17 (2009)
- Saving Grace – serie TV, episodio 2x08 (2009)
- Life – serie TV, episodio 2x17 (2009)
- Eli Stone – serie TV, episodio 2x13 (2009)
- 24 – serie TV, episodi 7x14 - 7x15 - 7x17 (2009)
- Lie to Me – serie TV, 4 episodi (2009)
- Numb3rs – serie TV, episodio 6x03 (2009)
- Three Rivers – serie TV, episodio 1x06 (2009)
- Criminal Minds – serie TV, episodio 5x11 (2009)
- Nip/Tuck – serie TV, episodio 6x13 (2010)
- Miami Medical – serie TV, episodio 1x05 (2010)
- Law & Order: LA – serie TV, episodio 1x04 (2010)
- The Closer – serie TV, episodio 6x12 (2010)
- Off the Map – serie TV, episodio 1x05 (2011)
- Covert Affairs – serie TV, episodio 2x03 (2011)
- Law & Order - Unità vittime speciali (Law & Order: Special Victims Unit) – serie TV, episodio 13x08 (2011)
- The Good Wife – serie TV, 10 episodi (2011-2015)
- Person of Interest – serie TV, episodio 1x06 (2011)
- Castle – serie TV, episodio 4x19 (2012)
- Fringe – serie TV, episodio 4x17 (2012)
- Damages – serie TV, episodio 5x04 (2012)
- Perception – serie TV, episodio 1x05 (2012)
- Weeds – serie TV, episodio 8x07 (2012)
- Revolution – serie TV, 10 episodi (2012-2014)
- Homeland - Caccia alla spia (Homeland) – serie TV, 16 episodi (2012-2013, 2020)
- Hell on Wheels – serie TV, 14 episodi (2013-2016)
- Elementary – serie TV, 5 episodi (2014-2017)
- Madam Secretary – serie TV, episodio 1x02 (2014)
- The Following – serie TV, episodi 3x06 - 3x07 (2015)
- Forever – serie TV, episodio 1x21 (2015)
- Nurse Jackie - Terapia d'urto (Nurse Jackie) – serie TV, episodio 7x08 (2015)
- Code Black – serie TV, episodio 1x13 (2016)
- Bones – serie TV, episodi 11x22 - 12x01 (2016-2017)
- Motive – serie TV, episodio 4x11 (2016)
- BrainDead - Alieni a Washington (BrainDead) – serie TV, episodio 1x11 (2016)
- Van Helsing – serie TV, episodi 1x01 - 1x02 (2016)
- Power – serie TV, episodi 3x07 - 3x10 (2016)
- Conviction – serie TV, episodio 1x04 (2016)
- Blue Bloods – serie TV, episodio 7x09 (2016)
- The Affair - Una relazione pericolosa (The Affair) – serie TV, episodio 3x06 (2017)
- I'm Dying Up Here - Chi è di scena? (I'm Dying Up Here) – serie TV, episodio 1x03 (2017)
- Time After Time – serie TV, episodio 1x09 (2017)
- NCIS: New Orleans – serie TV, episodio 4x01 (2017)
- Ghost Wars – serie TV, episodio 1x01 (2017)
- The Punisher – serie TV, episodi 1x03 - 1x07 (2017)
- Gone – serie TV, episodio 1x06 (2017)
- The Staircase - Una morte sospetta (The Staircase) – miniserie TV, 8 puntate (2022)

## Doppiatori italiani
Nelle versioni in italiano delle opere in cui ha recitato, Tim Guinee è stato doppiato da:
- Alessio Cigliano in Lily Dale, Promised Land, 99 Homes
- Riccardo Rossi in Vampires, The Affair - Una relazione pericolosa
- Francesco Pezzulli in Stargate SG-1, Stargate: L'arca della verità
- Vittorio Guerrieri in Ghost Whisperer - Presenze, Horizon: An American Saga - Capitolo 1
- Gianni Bersanetti in Law & Order - Unità vittime speciali, The Staircase - Una morte sospetta
- Roberto Chevalier in CSI: NY (ep. 8x03), Damages
- Enrico Di Troia in CSI: Miami, Lie to Me
- Edoardo Stoppacciaro in NCIS - Unità anticrimine, The Good Wife (st. 2-3)
- Massimo Bitossi in Revolution, Blindspot
- Sandro Acerbo in Tai-Pan
- Alessandro Spadorcia in Ancora una volta
- Danilo De Girolamo in L'ultima missione
- Maurizio Romano ne Il coraggio della verità
- Antonio Sanna in Blade
- Nino Prester ne Il cacciatore delle tenebre
- Andrea Zalone in Law & Order: Criminal Intent
- Enrico Pallini in Squadra 49
- Saverio Indrio in CSI - Scena del crimine
- Nino D'Agata in CSI: NY (ep. 2x15)
- Giuliano Bonetto in The Lost Room
- Alberto Angrisano in 24
- Alberto Bognanni in Private Practice
- Andrea Ward in Criminal Minds
- Angelo Maggi in Law & Order: LA
- Luciano Roffi in Come l'acqua per gli elefanti
- Massimo Lodolo in Covert Affairs
- Franco Mannella in Person of Interest
- Roberto Freddi in Nip/Tuck
- Roberto Certomà in Scusa, mi piace tuo padre
- Stefano Brusa in The Good Wife (st. 6)
- Alessandro Budroni in Fringe
- Sergio Lucchetti in Castle
- Ezio Conenna in Homeland - Caccia alla spia
- Roberto Pedicini in Perception
- Gerolamo Alchieri in L'incredibile vita di Timothy Green
- Guido Di Naccio in Just Like a Woman
- Riccardo Scarafoni in The Following
- Stefano Thermes in Elementary
- Massimiliano Manfredi in Code Black
- Gianfranco Miranda in Bones
- Gianluca Iacono in Van Helsing
- Gianluca Machelli in Blue Bloods
- Fabrizio Russotto in NCIS: New Orleans
- Paolo Maria Scalondro in The Punisher
- Luigi Scribani in Bull
- Riccardo Lombardo in New Amsterdam
- Francesco De Francesco in Inventing Anna